# 毛德华
毛德华（1935年11月—2019年1月26日），男，江苏太仓人，中华人民共和国政治人物、地质学者，曾任新疆维吾尔自治区人民政府副主席，自治区政协副主席，中国科学院新疆分院院长等职。

## 生平
1957年毕业于南京大学地理系自然地理专业。